# Каракудук (Сиримський район)
Каракуду́к (каз. Қарақұдық) — село у складі Сиримського району Західноказахстанської області Казахстану. Входить до складу Булдуртинського сільського округу.
Населення — 51 особа (2021; 139 у 2009, 256 у 1999, 269 у 1989).